# مایک واگفلد
مایک واگفلد (انگلیسی: Maik Wagefeld؛ زادهٔ ۲۵ فوریهٔ ۱۹۸۱) بازیکن فوتبال اهل آلمان است.
از باشگاه‌هایی که در آن بازی کرده‌است می‌توان به باشگاه فوتبال نورنبرگ، باشگاه فوتبال دینامو درسدن، باشگاه فوتبال هانزا روستوک، و باشگاه فوتبال هالشر اشاره کرد.